# تنچینک
تنچینک (به لاتین: Tenczynek) یک روستا در لهستان است که در استان لهستان کوچک‌تر واقع شده‌است.

## خصوصیات
تنچینک ۳٬۲۷۵ نفر جمعیت دارد.